# 哈德遜城市廣場50號

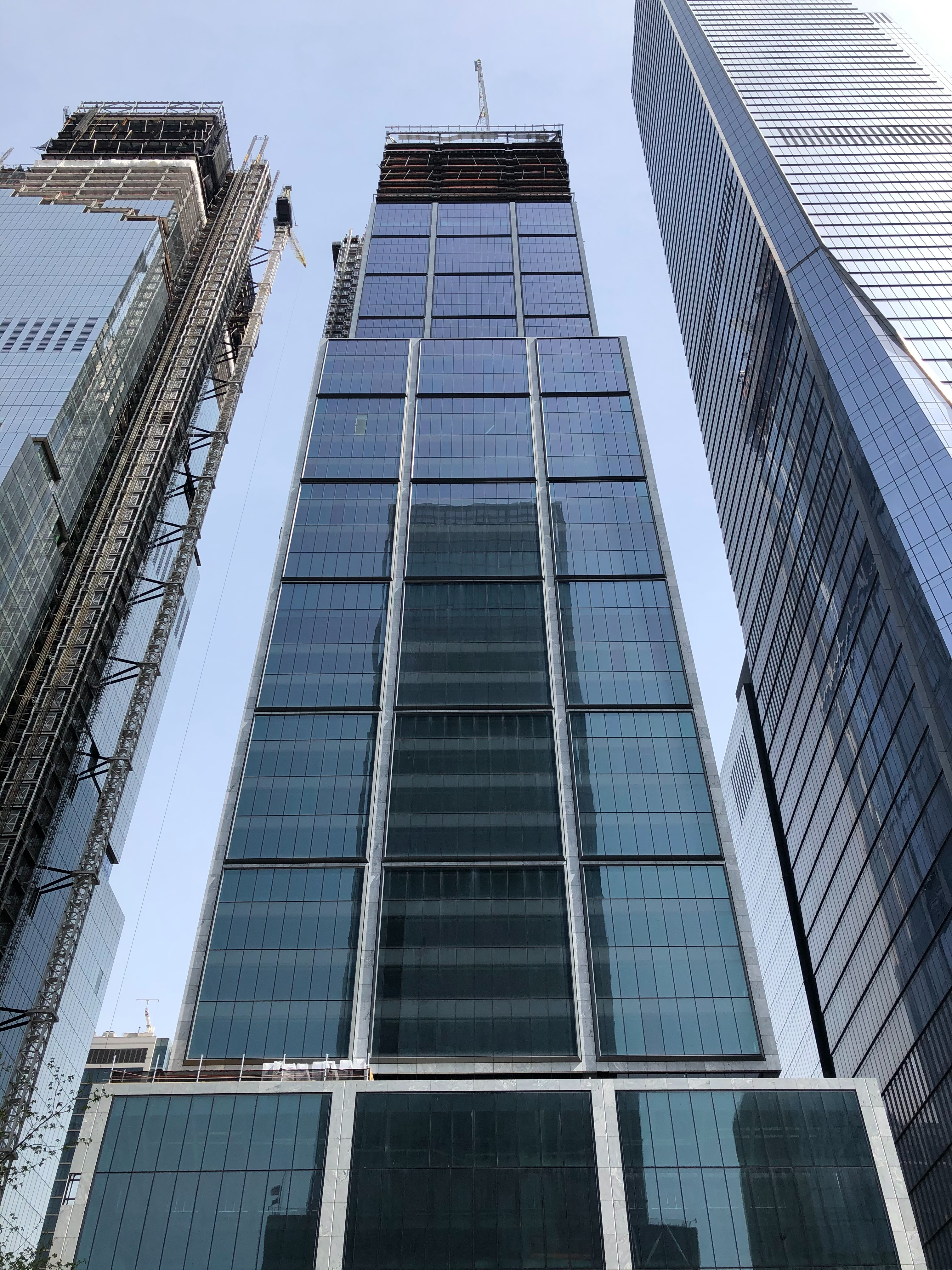

哈德遜城市廣場50號（50 Hudson Yards）是美國紐約市的一座摩天大樓，有59層，高1,011-英尺（308-）。這座建築是哈德遜城市廣場都市更新工程的一部分，位於哈德遜城市廣場30號的北側。這座建築竣工於2022年。哈德遜城市廣場50號是紐約第四大的辦公樓，並設有購物中心。

## 外部連結
- 官方网站

40°45′16″N 74°00′00″W / 40.754339°N 74°W